# Чокенешть (комуна, Сучава)
Чокенешть, Чокенешті (рум. Ciocănești) — комуна у повіті Сучава в Румунії. До складу комуни входять такі села (дані про населення за 2002 рік):
- Ботош (409 осіб)
- Чокенешть (1110 осіб)

Комуна розташована на відстані 344 км на північ від Бухареста, 75 км на захід від Сучави, 149 км на північний схід від Клуж-Напоки.

## Населення
У 2009 року у комуні проживали 1529 осіб.

## Зовнішні посилання
- Дані про комуну Чокенешть на сайті Ghidul Primăriilor